# Belogushev Island
Belogushev Island (englisch; bulgarisch Белогушев остров Beloguschwew ostrow) ist eine größtenteils vereiste, in südost-nordwestlicher Ausrichtung 1,3 km lange, 850 m breite und 68 Hektar große Insel im Archipel der Biscoe-Inseln westlich der Antarktischen Halbinsel. Sie liegt 11,5 km nördlich des Lively Point und ebensoweit südsüdwestlich des Maurstad Point, zweier Landspitzen der Renaud-Insel. Der Speerschneider Point bildet ihren nordwestlichen Ausläufer. 
Die Insel wurde erst im Zuge des durch den zu Beginn des 21. Jahrhunderts einsetzenden Klimawandel verursachten Eisrückgangs entdeckt. Die bulgarische Kommission für Antarktische Geographische Namen benannte sie 2021 nach dem bulgarischen Geologen Wassil Beloguschew für seine Unterstützung des bulgarischen Antarktisprogramms.